# HaiseT
HaiseT (vlastním jménem Jan Bairich, * 8. srpna 2001 Dětřichov) je český streamer a youtuber, osobnost platformy Twitch v České republice. Na platformě YouTube provozuje dva kanály: HaiseT a HaiseT+.

## Kariéra
Získal si popularitu na Twitchi zejména jako moderátor kanálu streamera Opat04 a správce sociálních sítí streamera CzechClouda. Řadí se mezi nejúspěšnější streamery v České republice dle počtu předplatitelů na Twitchi.[kdy?]
Na hlavním YouTube kanálu HaiseT překonal hranici 143 000 odběratelů, zatímco jeho druhý kanál HaiseT+ sleduje přes 77 000 uživatelů.[kdy?] Obsah jeho hlavního kanálu se zaměřuje především na reakce na aktuální internetové kauzy, a to jak z české, tak zahraniční scény. Mezi osobnosti, které ve svých videích komentoval, patří například Shopaholicadel, Sugar Denny, Jan Brunclík nebo události kolem Clash of the Stars. Na konci srpna 2024 oznámil pauzu od sociálních sítí z důvodu psychických problémů, avšak po měsíci se k aktivnímu streamování a tvorbě obsahu vrátil.

### Charita
Dne 15. prosince 2023 byl součástí charitativní události Twisten Foundation pořádané na YouTube kanálu Duklocka ve spolupráci se společností Sazka. Akce vynesla více než 3 miliony korun na podporu osvěty o duševním zdraví hráčů počítačových her. Účastnil se i druhého ročníku akce.
Ve spolupráci s organizací Clash of the Stars pomohl během let 2023 a 2024 získat 400 000 Kč z promo kódů, které byly darovány útulkům pro kočky a psy. V září 2024 věnoval 50 000 Kč organizaci Člověk v tísni na pomoc obětem povodní v České republice.